# 海南铁苋菜
海南铁苋菜（学名：Acalypha hainanensis），为大戟科铁苋菜属下的一个植物种。其种加词“hainanensis”意为“海南的”。